# Brephidium thompsoni
Brephidium thompsoni är en fjärilsart som beskrevs av Carpenter 1943. Brephidium thompsoni ingår i släktet Brephidium och familjen juvelvingar. Inga underarter finns listade i Catalogue of Life.